# Partit Democràtic Eslovè
El Partit Democràtic Eslovè (eslovè Slovenska Demokratska Stranka, SDS) és un partit polític eslovè de centredreta. Està liderat per l'ex primer ministre, Janez Janša. A nivell europeu, a les eleccions europees de 2004 va assolir dos eurodiputats de set possibles, i és membre del Partit Popular Europeu. L'organització juvenil del partit es diu Joves Democràtics Eslovens, compta amb 5.000 afiliats i el seu líder és Gregor Horvatič.

## Història
Els orígens del SDS provenen de dos dels principals partits de l'Oposició Democràtica d'Eslovènia, coalició sorgida a la fi de l'etapa comunista en 1989. Concretament de la Unió Democràtica d'Eslovènia i la Unió Social-Demòcrata. Ambdós partits van donar suport a la independència d'Eslovènia i la seva integració al bloc Occidental, l'establiment d'una economia de mercat, el respecte dels drets humans i l'oposició al comunisme.
A les eleccions legislatives eslovenes de 2004, el SDS va aconseguir el 29,1% dels vots i 29 escons de 90 possibles a l'Assemblea Nacional d'Eslovènia. Va ser el partit més votat, sis punts per sobre de la governamental Liberal Democràcia Eslovena. El líder del partit es va convertir en Primer Ministre, formant una coalició de quatre partits. A les eleccions legislatives eslovenes de 2008 fou superat pels Socialdemòcrates i va passar a l'oposició.
A les eleccions europees de 2009, va aconseguir 26,8% dels vots, vuit punts sobre els Socialdemòcrates.

## Resultats electorals
| Any  | Líder       | Vots    | %          | Escons  | +/– | Govern           |
| ---- | ----------- | ------- | ---------- | ------- | --- | ---------------- |
| 1990 | Jože Pučnik | 79,951  | 7.39 (#7)  | 6 / 80  | 6   | Coalició         |
| 1992 | Jože Pučnik | 39,675  | 3.34 (#8)  | 4 / 90  | 2   | Coalició         |
| 1996 | Janez Janša | 172,470 | 16.13 (#3) | 16 / 90 | 12  | Oposició         |
| 2000 | Janez Janša | 170,228 | 15.81 (#2) | 14 / 90 | 2   | Oposició         |
| 2004 | Janez Janša | 281,710 | 29.08 (#1) | 29 / 90 | 15  | Coalició         |
| 2008 | Janez Janša | 307,735 | 29.26 (#2) | 28 / 90 | 1   | Oposició         |
| 2011 | Janez Janša | 288,719 | 26.19 (#2) | 26 / 90 | 2   | Coalició 2012–13 |
| 2011 | Janez Janša | 288,719 | 26.19 (#2) | 26 / 90 | 2   | Oposició 2013–14 |
| 2014 | Janez Janša | 181,052 | 20.71 (#2) | 21 / 90 | 5   | Oposició         |
| 2018 | Janez Janša | 222,042 | 24.92 (#1) | 25 / 90 | 4   | Oposició 2018–20 |
| 2018 | Janez Janša | 222,042 | 24.92 (#1) | 25 / 90 | 4   | Coalició 2020–22 |
| 2022 | Janez Janša | 279,897 | 23.48 (#2) | 27 / 90 | 2   | Oposició         |

### Presidencials
| Any  | Candidat      | 1a volta | 1a volta    | 2a volta | 2a volta    | Resultat |
| Any  | Candidat      | Vots     | %           | Vots     | %           | Resultat |
| ---- | ------------- | -------- | ----------- | -------- | ----------- | -------- |
| 1992 | France Tomšič | 7,849    | 0,63 / 100  |          |             | Derrota  |
| 1997 | Jožef Bernik  | 98,996   | 9,5 / 100   |          |             | Derrota  |
| 2007 | Lojze Peterle | 283,412  | 28,73 / 100 | 318,288  | 31,97 / 100 | Derrota  |
| 2012 | Milan Zver    | 198,337  | 24,25 / 100 |          |             | Derrota  |
| 2017 | Romana Tomc   | 102,925  | 13,68 / 100 |          |             | Derrota  |
| 2022 | Anže Logar    | 296,000  | 33,95 / 100 | 414,029  | 46,11 / 100 | Derrota  |

### Parlament Europeu
| Any  | Líder        | Vots                   | %                      | Escons | +/– | Grup   |
| ---- | ------------ | ---------------------- | ---------------------- | ------ | --- | ------ |
| 2004 | Mihael Brejc | 76,945                 | 17.6 (#3)              | 2 / 7  |     | EPP-ED |
| 2009 | Milan Zver   | 123,563                | 26.7 (#1)              | 3 / 8  | 1   | EPP    |
| 2014 | Milan Zver   | 99,643                 | 24.8 (#1)              | 3 / 8  | =   | EPP    |
| 2019 | Milan Zver   | En coalició amb el SLS | En coalició amb el SLS | 2 / 8  | 1   | EPP    |
| 2024 | Romana Tomc  | 205,084                | 30.6 (#1)              | 4 / 9  | 2   | EPP    |

## Líders del partit
- France Tomšič, 1989-1990
- Jože Pučnik, 1990-1993
- Janez Janša, 1993-

## Afiliats destacats
- Janko Prunk.